# Yamangalea
Yamangalea Maddison, 2009 è un genere di ragni appartenente alla famiglia Salticidae.

## Distribuzione
L'unica specie nota di questo genere è endemica della Nuova Guinea..

## Tassonomia
A maggio 2010, si compone di una specie:
- Yamangalea frewana Maddison, 2009[2] — Nuova Guinea